# André Dumont
André Hubert Dumont (Liegi, 15 febbraio 1809 – Liegi, 28 febbraio 1857) è stato un geologo, mineralogista e paleontologo belga.

## Biografia
Ventenne, nel 1832, con la sua memoria dal titolo Descrizione geologica della provincia di Liegi, ha vinto un concorso dell'Accademia Reale del Belgio. Tre anni più tardi, ha vinto un dottorato di ricerca in scienze matematiche e fisiche nell'Università di Liegi, presso la quale nello stesso anno è stato nominato professore di geologia e mineralogia, incarico che ha mantenuto per tutto il resto della vita. Dell'ateneo belga è stato anche rettore.
Le indagini stratigrafiche, litologiche e paleontologiche cui ha atteso per un ventennio, e da cui sono variamente scaturite anche denominazioni accettate dalla letteratura geologica, specie in ordine alla scala dei tempi, come nel caso di famenniano, maastrichtiano, rupeliano, tournaisiano, viséano e ypresiano, sono confluite nella compilazione della carta geologica del Belgio, la sua opera principale, pubblicata nel 1849. La morte gli ha impedito di veder realizzato il progetto di una carta geologica d'Europa, i cui lavori stava preparando, dopo lo studio sul campo della geomorfologia e struttura geologica - tra l'altro - delle Ardenne e del Bosforo.
Socio corrispondente dell'Accademia delle Scienze di Torino, nel 1840 la Società Geologica di Londra gli ha conferito la medaglia Wollaston. A lui sono dedicati il minerale dumontite e due sculture (un busto e una statua) realizzate da Louis-Eugène Simonis.